# Vuelta a España 1990
La Vuelta a España 1990, quarantacinquesima edizione della corsa, si svolse in ventuno tappe, precedute da un prologo, dal 24 aprile al 15 maggio 1990, per un percorso totale di 3 711 km. Fu vinta dall'italiano Marco Giovannetti che terminò la gara in 94h36'40" alla media di 39,224 km/h, davanti ai padroni di casa Pedro Delgado e Anselmo Fuerte.
Le classifiche minori furono appannaggio del tedesco Uwe Raab, del colombiano Martín Farfán e del sovietico Asjat Saitov rispettivamente vincitori delle classifiche a punti, scalatori e sprint; la ONCE si impose nella classifica riservata alle squadre.
Con l'intenzione di ripetere il successo dell'anno precedente, 'Perico' Delgado trovò sulla sua strada un antagonista alquanto inatteso, capace di resistergli a cronometro ed efficace in salita: la tattica vincente di Marco Giovannetti fu quella infatti, inserendosi in un gruppo di gregari in fuga nella tappa di Ubrique (con la presenza della  salita, inedita, di Las Palomas), di guadagnare nella prima parte della Corsa  -la più dura, sotto il profilo dell'altimetria, tra quelle della Vuelta sino ad allora disputate e con ben cinque arrivi in salita-  un importante vantaggio su tutti i suoi più temibili avversari  -per lo più, scalatori iberici-  e di conservarlo, pressoché intatto grazie ad una perfetta collaborazione di Squadra, sino al traguardo finale di Madrid.
Partenza della prima tappa a Benicasim con 198 ciclisti, di cui soltanto 132 tagliarono il traguardo di Madrid.

## Tappe
| Tappa  | Data      | Percorso                                  | km    | Vincitore di tappa    | Leader cl. generale  |
| ------ | --------- | ----------------------------------------- | ----- | --------------------- | -------------------- |
| Prol.  | 24 aprile | Benicasim (Cron. individuale)             | 11,5  | Pello Ruiz Cabestany  | Pello Ruiz Cabestany |
| 1ª-1ª  | 25 aprile | Oropesa del Mar > Castellón               | 108   | Emilio Cuadrado       | Viktor Klimov        |
| 1ª-2ª  | 25 aprile | Benicasim > Burriana (Cron. a squadre)    | 36,3  | Lotus-Festina         | Viktor Klimov        |
| 2ª     | 26 aprile | Dénia > Murcia                            | 204,3 | Silvio Martinello     | Viktor Klimov        |
| 3ª     | 27 aprile | Murcia > Almería                          | 233,2 | Erwin Nijboer         | Viktor Klimov        |
| 4ª     | 28 aprile | Almería > Sierra Nevada                   | 198   | Patrice Esnault       | Viktor Klimov        |
| 5ª     | 29 aprile | Loja > Ubrique                            | 195,2 | Jesper Worre          | Julián Gorospe       |
| 6ª     | 30 aprile | Jerez > Siviglia                          | 187,3 | Benny Van Brabant     | Julián Gorospe       |
| 7ª     | 1º maggio | Siviglia > Mérida                         | 199,6 | Atle Pedersen         | Julián Gorospe       |
| 8ª     | 2 maggio  | Cáceres > Guijuelo                        | 192,7 | Néstor Mora           | Julián Gorospe       |
| 9ª     | 3 maggio  | Peñaranda de Bracamonte> León             | 230   | Uwe Raab              | Julián Gorospe       |
| 10ª    | 4 maggio  | León > San Isidro                         | 203   | Carlos Hernández      | Marco Giovannetti    |
| 11ª    | 5 maggio  | San Isidro > Naranco                      | 156   | Alberto Camargo       | Marco Giovannetti    |
| 12ª    | 6 maggio  | Oviedo > Santander                        | 193,3 | Nico Emonds           | Marco Giovannetti    |
| 13ª    | 7 maggio  | Santander > Nájera                        | 207   | Bernd Gröne           | Marco Giovannetti    |
| 14ª    | 8 maggio  | Ezcaray > Valdezcaray (Cron. individuale) | 24    | Jean-François Bernard | Marco Giovannetti    |
| 15ª    | 9 maggio  | Logroño > Pamplona                        | 165   | Uwe Raab              | Marco Giovannetti    |
| 16ª    | 10 maggio | Pamplona > Jaca                           | 151   | Federico Echave       | Marco Giovannetti    |
| 17ª    | 11 maggio | Jaca > Estación de Cerler                 | 178   | Martín Farfán         | Marco Giovannetti    |
| 18ª    | 12 maggio | Benasque > Saragozza                      | 223   | Asjat Saitov          | Marco Giovannetti    |
| 19ª    | 13 maggio | Saragozza (Cron. individuale)             | 39    | Pello Ruiz Cabestany  | Marco Giovannetti    |
| 20ª    | 14 maggio | Collado Villalba > Palazuelos de Eresma   | 188   | Denis Roux            | Marco Giovannetti    |
| 21ª    | 15 maggio | Palazuelos de Eresma > Madrid             | 176   | Uwe Raab              | Marco Giovannetti    |
| Totale | Totale    | Totale                                    | 3 711 |                       |                      |

## Squadre e corridori partecipanti
Le 22 squadre partecipanti alla gara furono:
| N.      | Cod. | Squadra                   |
| ------- | ---- | ------------------------- |
| 1-9     | BAN  | Banesto                   |
| 11-19   | ALF  | Alfa Lum                  |
| 21-29   | BHA  | BH-Amaya Seguros          |
| 31-39   | CDC  | Café de Colombia          |
| 41-49   | CLA  | CLAS-Cajastur             |
| 51-59   | CHA  | Chateau d'Ax              |
| 61-69   | DIA  | Diana-Colnago-Animex      |
| 71-79   | JOL  | Jolly Componibili-Club 88 |
| 81-89   | KEL  | Kelme-Ibexpress           |
| 91-99   | LOT  | Lotus-Festina             |
| 101-109 | MAV  | Puertas Mavisa            |

| N.      | Cod. | Squadra              |
| ------- | ---- | -------------------- |
| 111-119 | ONC  | ONCE                 |
| 121-129 | PDM  | PDM-Concorde         |
| 131-139 | PON  | Pony Malta           |
| 141-149 | RYA  | Ryalcao-Postobon     |
| 151-159 | SEU  | Seur                 |
| 161-169 | SIC  | Sicasal-Acral        |
| 171-179 | STU  | Stuttgart-Mercedes   |
| 181-189 | TEK  | Teka                 |
| 191-199 | TOS  | Toshiba              |
| 201-209 | TUL  | Tulip Computers      |
| 201-219 | ISO  | Isoglass-Garden Wood |

## Classifiche finali

### Classifica generale - Maglia oro
| Pos. | Corridore            | Squadra  | Tempo     |
| ---- | -------------------- | -------- | --------- |
| 1    | Marco Giovannetti    | Seur     | 94h36'40" |
| 2    | Pedro Delgado        | Banesto  | a 1'28"   |
| 3    | Anselmo Fuerte       | ONCE     | a 1'48"   |
| 4    | Pello Ruiz Cabestany | ONCE     | a 2'16"   |
| 5    | Fabio Parra          | Kelme    | a 3'07"   |
| 6    | Federico Echave      | CLAS     | a 3'52"   |
| 7    | Miguel Induráin      | Banesto  | a 6'22"   |
| 8    | Ivan Ivanov          | Alfa Lum | a 6'48"   |
| 9    | Uwe Ampler           | PDM      | a 7'15"   |
| 10   | Denis Roux           | Toshiba  | a 7'56"   |

### Classifica a punti - Maglia azzurra
| Pos. | Corridore            | Squadra  | Punti |
| ---- | -------------------- | -------- | ----- |
| 1    | Uwe Raab             | PDM      | 173   |
| 2    | Laurent Jalabert     | Toshiba  | 96    |
| 3    | Malcolm Elliott      | Teka     | 91    |
| 4    | Pello Ruiz Cabestany | ONCE     | 89    |
| 5    | Benny Van Brabant    | Isoglass | 80    |

### Classifica scalatori - Maglia verde
| Pos. | Corridore     | Squadra    | Punti |
| ---- | ------------- | ---------- | ----- |
| 1    | Martín Farfán | Kelme      | 123   |
| 2    | Álvaro Mejía  | Ryalcao    | 85    |
| 3    | Pablo Wilches | Pony Malta | 63    |
| 4    | Iñaki Gastón  | CLAS       | 55    |
| 5    | Fabio Parra   | Kelme      | 53    |

### Classifica sprint - Maglia bianca
| Pos. | Corridore             | Squadra  | Punti |
| ---- | --------------------- | -------- | ----- |
| 1    | Asjat Saitov          | Alfa Lum | 19    |
| 2    | Manuel Carrera Punzon | Lotus    | 15    |
| 3    | Fernando Quevedo      | BH       | 14    |
| 4    | Daniele Caroli        | Tulip    | 11    |
| 5    | Nico Emonds           | Teka     | 9     |

### Classifica TV - Maglia rossa
| Pos. | Corridore             | Squadra | Punti |
| ---- | --------------------- | ------- | ----- |
| 1    | Miquel Àngel Iglesias | Puertas | 28    |
| 2    | Jorge Silva           | Sicasal | 20    |
| 3    | Antonio Esparza       | Puertas | 15    |
| 4    | Cassio Freitas        | Sicasal | 12    |
| 5    | Jean-François Bernard | Toshiba | 6     |

### Classifica a squadre
| Pos. | Squadra          | Tempo      |
| ---- | ---------------- | ---------- |
| 1    | ONCE             | 283h48'31" |
| 2    | Banesto          | a 3'44"    |
| 3    | Café de Colombia | a 13'37"   |
| 4    | Ryalcao-Postobon | a 15'01"   |
| 5    | Kelme-Ibexpress  | a 18'48"   |